# Simulium dunhuangense
Simulium dunhuangense es una especie de insecto del género Simulium, familia Simuliidae, orden Diptera.
Fue descrita científicamente por Liu & An, 2004.